# Nyctemera zerenoides
Nyctemera zerenoides är en fjärilsart som beskrevs av Butler 1881. Nyctemera zerenoides ingår i släktet Nyctemera och familjen björnspinnare. Inga underarter finns listade i Catalogue of Life.